# انداز
انداز (به انگلیسی: Andaaz) فیلمی محصول سال ۲۰۰۳ و به کارگردانی راج کانوار است. در این فیلم بازیگرانی همچون آکشی کومار، پریانکا چوپرا، لارا دوتا، جانی لور ایفای نقش کرده‌اند.